# 明斯特奥斯纳布吕克国际机场
明斯特奥斯纳布吕克国际机场（德語：Münster Osnabrück International Airport）原称明斯特/奥斯纳布吕克机场（Flughafen Münster/Osnabrück），是德国北莱茵-威斯特法伦州的一座商用国际机场，坐落于施泰因富特县格雷文，距离明斯特以北及奥斯纳布吕克以南分别25公里和35公里。

## 服务区域及地面交通
该机场的辐射范围除了明斯特行政区外，还包括鲁尔区北部、下萨克森州西南部直至埃姆斯河流域中部，以及荷兰的边境城市特文特、阿赫特胡克和东威斯特法伦-利珀的部分地区逾600万居民。
通过德国1号高速公路的74号出口（拉德贝根）和76号出口（格雷文）可以连接至机场。此外，通过2010年11月启用的75号出口（明斯特-奥斯纳布吕克机场）还可直接通往德国475号国道。
此外，机场还提供往来明斯特的R51路和S50路巴士以及往来奥斯纳布吕克的X150路巴士服务。

## 历史

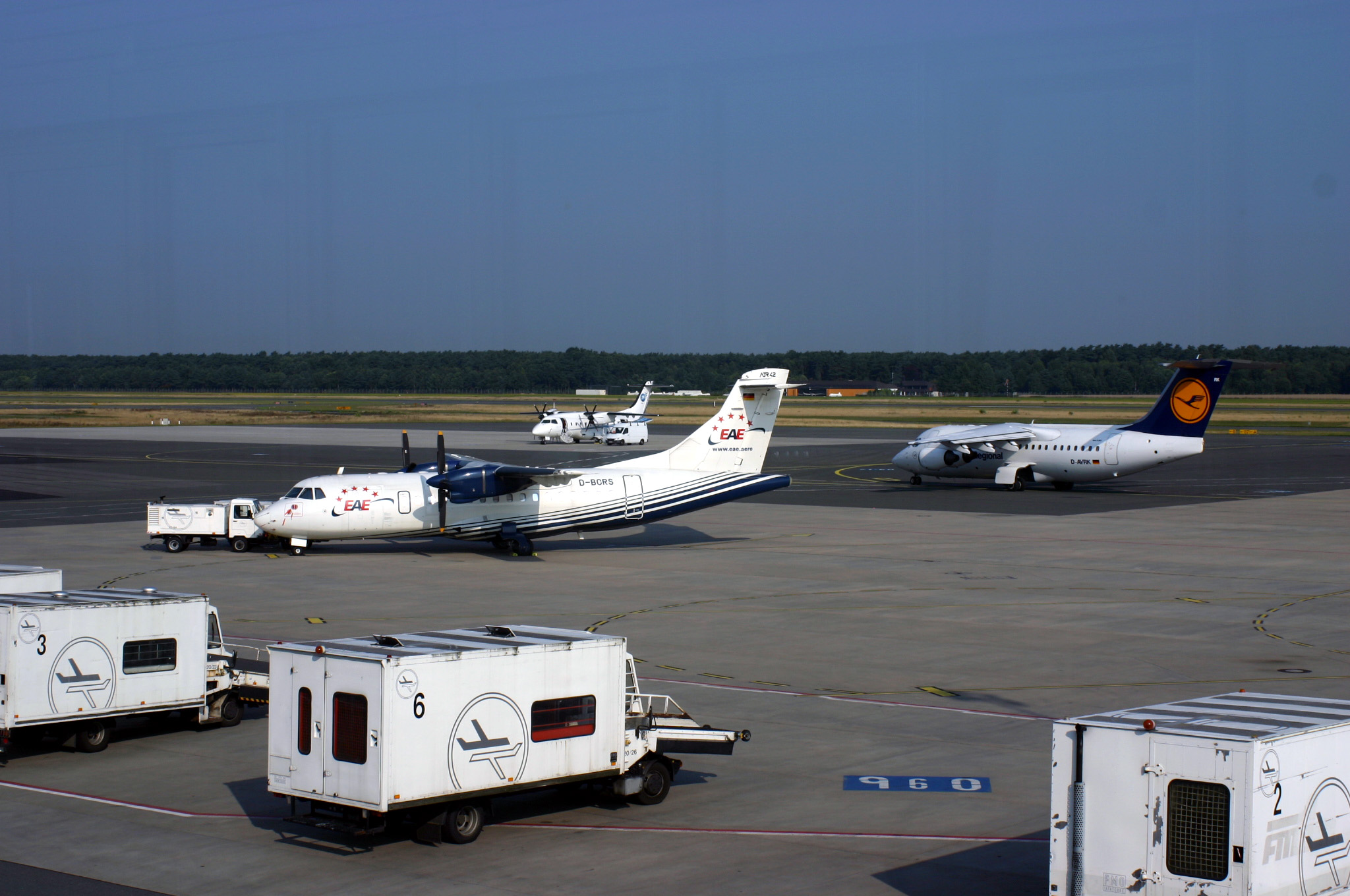
机场停机坪

机场原址于1954年被正式批准作为滑翔机起降场地。1957年12月20日，该场地又获得格雷文航空运输协会（Luftfahrtvereinigung Greven）的马达飞行器降落运作资格。1966年12月21日，明斯特、奥斯纳布吕克、格雷文、以及明斯特县和泰克伦堡县共同创立了明斯特/奥斯纳布吕克机场有限公司（Flughafen Münster/Osnabrück GmbH），并自1968年起成为该场地的运营商。
1968年9月24日，北莱茵-威斯特法伦州批准了该飞行场地的第一阶段改建。随后便开始建造一个停机坪及一条2000米长的起降跑道，其职能还包括作为英国莱茵军团的飞行训练场地。经过5年的建设，明斯特/奥斯纳布吕克机场于1972年5月21日正式开业，并在1973年开办了第一条包机航线飞往西班牙帕尔马。机场消防部门也在同年接收了由道依茨生产可贮存12000公升水的大型消防车。
塔台于1975年建成投入使用，航空主管部门随即搬迁至该处所。航空交通管制及仪表着陆系统的引入使得此后的飞机起降更为安全。机场的关税减免政策也与1975年公布，使得航空货物进出口可以享受“免税”待遇。起降跑道的长度在1976年被延长了170米至2170米。
机场的首条喷气式飞机定期航线开航于1984年。同样在1984年，英国航空开办了由BAC 1-11执飞的首条柏林航线。
明斯特/奥斯纳布吕克机场于1986年被相关航空主管部门认证为德国第12座国际机场。4号停机库于1987年建成。1989年，机场又成为汉莎航空的第10座可通宵处理邮件航班的商用机场。1990年，全新的塔台投入运营。一座面积达1200平方米的货运大堂自1991年秋季起启用。将起降跑道长度扩建至3600米的审批程序则始于1994年。由JSK建筑事务所设计的1号航站楼和2号航站楼分别于1995年及2001年开幕。后者被批评为面积过大，接连在启用当年遭遇了九一一袭击事件，和在2007年遭遇世界经济危机的影响后，导致乘客不断下滑，也引发了持续性的财政亏损。
为柏林航空新建的飞机维修库于2002年落成，同年被德国汽车俱乐部（ADAC）用作重症监护运输直升机服务。2004年11月，由于起降跑道进行完全翻新的工作，机场关闭维持了4天。
2005年，北莱茵-威斯特法伦州对起降跑道扩建计划的审批程序历经10年的谈判后结束。尽管跑道扩建的计划获得允许，但必须遵造严格的环保法规。将跑道由2170米延长至3600米估算耗资约1200万欧元。在2005年12月16日的机场股东大会上决定首先延长至3000米。北莱茵-威斯特法伦州高级行政法院在2006年驳回了环保联盟的三项诉讼，允许起降跑道延长至3600米。
机场全新的货运航站楼于2007年启用，LSG漢莎天廚也迁入全新的餐厨大楼。同年，将机场道路连接至高速公路的前期筹备工作也开始进行。
2006年由北莱茵-威斯特法伦州高级行政法院作出的扩建跑道争议判决在2009年被德國聯邦最高行政法院取消，并发回北莱茵-威斯特法伦州高级行政法院重审。
2010年11月17日，连接机场的德国1号高速公路出入口建成，机场公园也同时开幕。2011年5月，新的ADAC空中救援站开始在机场公园内兴建。
2011年5月底，机场的跑道延长计划被宣布为非法，因此扩建计划被迫暂时搁置。2011年11月，机场与环保联盟达成协议，同意将跑道延长至3000米。2012年12月12日，明斯特市政厅决定在未来5年内向机场拨款954万欧元，由机场自行裁量用作运营开支或扩建跑道。

## 扩建计划

### 起降跑道

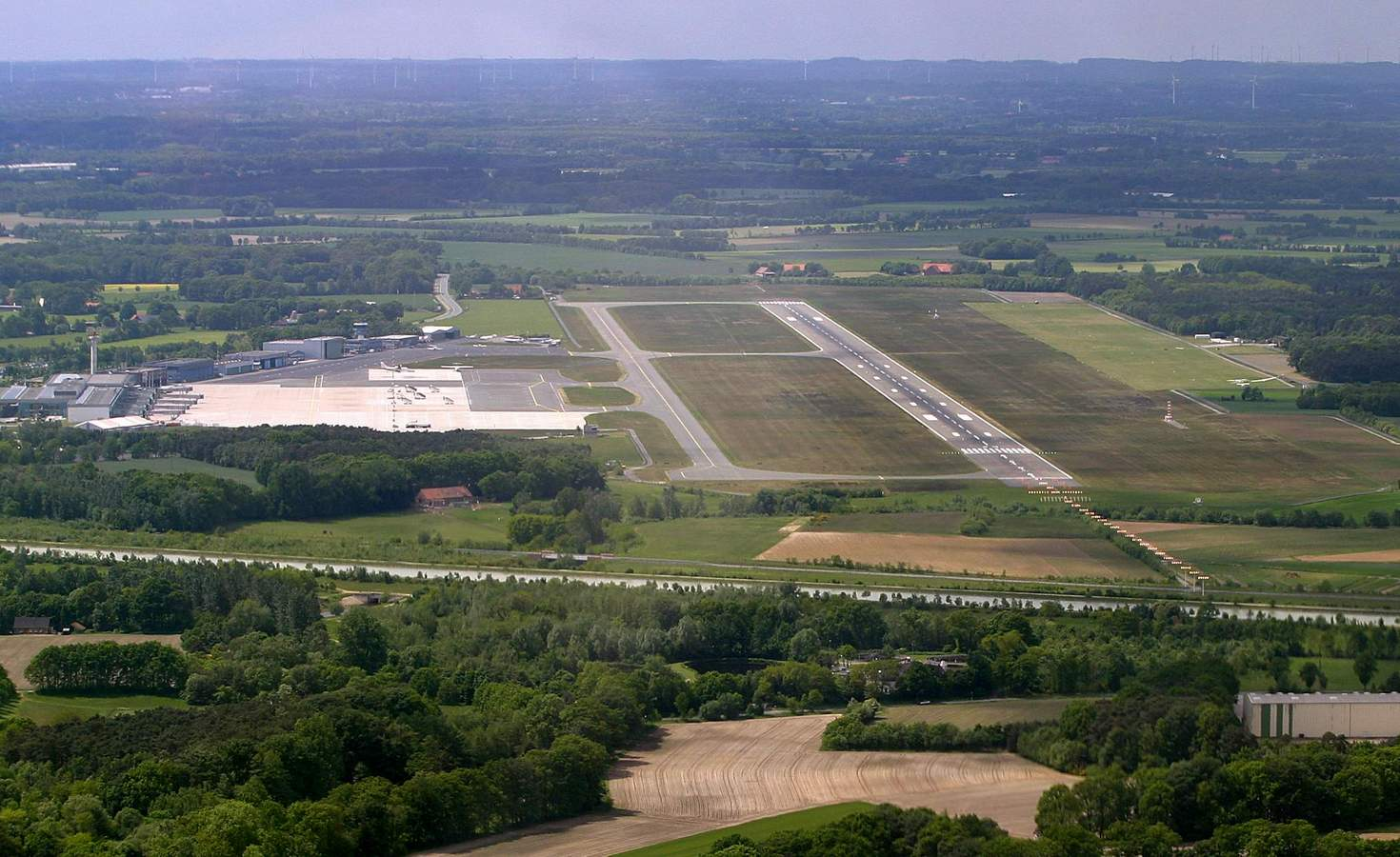
跑道东端鸟瞰图

明斯特奥斯纳布吕克国际机场的运营商自1994年起便开始争取延长其起降跑道，以适应洲际航班的需求。但该计划遭受到大量的阻力，尤其是环保方面的阻力，认为此举会影响到欧洲自然栖息地指令下的区域生态环境。
在2004年底获批的扩建计划是积极的，它允许明斯特/奥斯纳布吕克机场将首先将跑道延长至3000米，进而达到3600米。该项目预计至2011年的投资额将达到1900万欧元。整个扩建计划的概算投资为6000万欧元，并应分阶段在2006年12月和2009年年底实施。但时任环境部长的巴贝尔·赫恩（Bärbel Höhn）在2004年底宣布将机场周边施泰因富尔特县的埃尔廷米伦河地区纳入欧洲自然栖息地指令区域，使得扩建计划被迫延缓。此外环境保护联盟也反对这项计划，并对审批程序提起相关诉讼，这些诉讼于2006年7月被北莱茵-威斯特法伦州高等行政法院驳回。环境保护联盟旋即上诉至德国联邦最高行政法院，2009年7月，基于机场旅客发送量的不断下降，判决被最高行政法院取消，并发回明斯特行政法院重审。明斯特行政法院在2011年5月底表明机场运营商将跑道延长进而发展为洲际性机场的设想无法令人信服。法官认为当下加强公众利益的需求不如保护自然空间的需求更甚。2011年11月，机场运营商及环保联盟协定同意将原有跑道延长至3000米，但不可穿越艾尔廷穆伦溪，而是在其周边引出。

### 机场公园

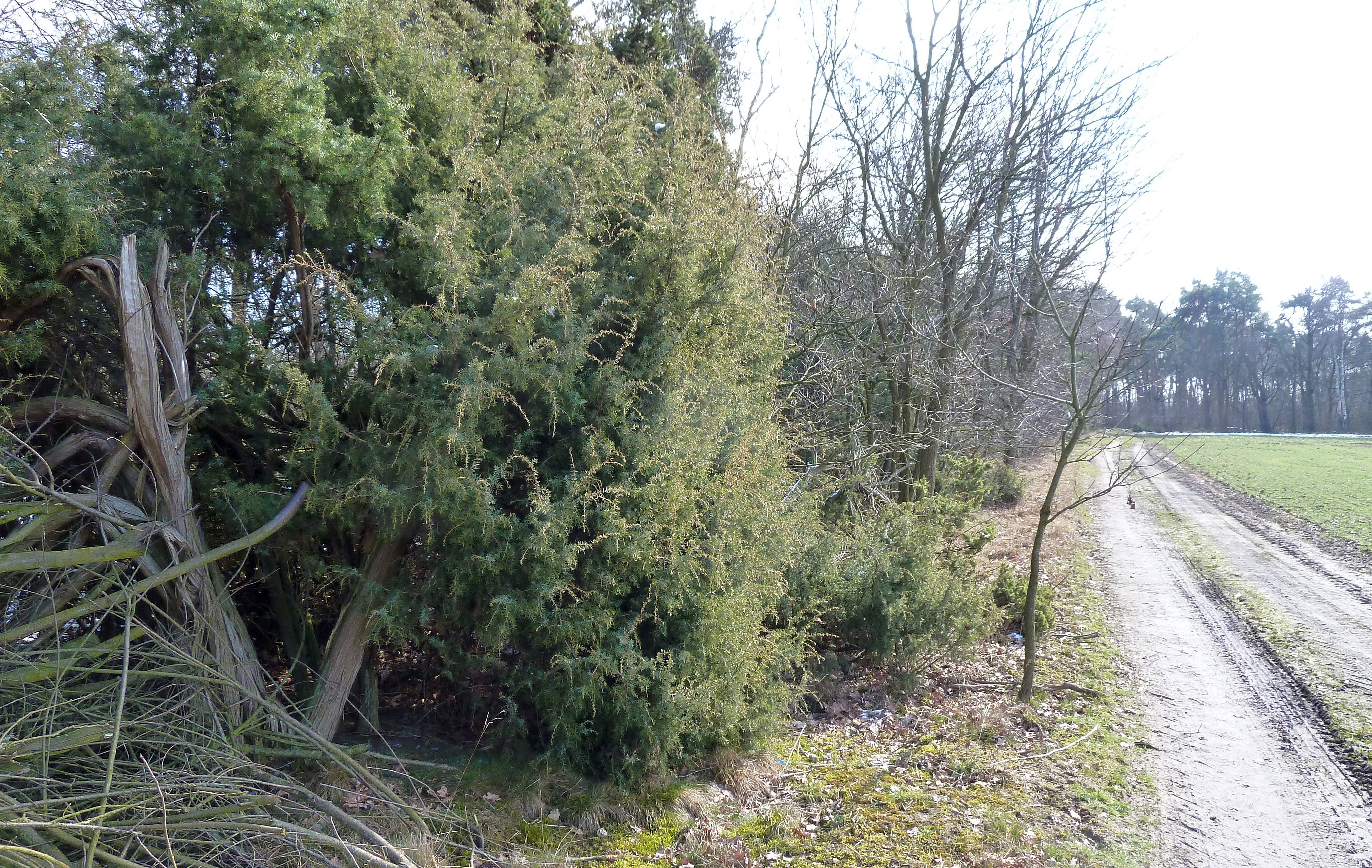
胡特鲁珀·海德自然保护区的灌木林及沙路

明斯特、格雷文以及施泰因富特县在2004年公布了在机场南部占地约200英亩的土地上兴建机场公园(Airportpark)的计划。由于在很长一段时间无人竞标，最终这些建设标准已逐步放宽。随公园建设的高速公路出入口（1号县道）与德国1号高速公路（75号出口）相连，以及呈南北走向的商业空间均于2010年秋季完工。最终成本达到1920万欧元，而不是最初预计的1200万欧元。
机场公园的建设概念主要是考虑到保护欧洲自然栖息地指令区域艾尔廷穆伦溪的特殊需要，但在K1停机坪附近的许特鲁珀·海德自然保护区早已开放，前者的作用被降低。园区外围作为缓冲地带是唯一在1990年代建成的绿地，保护范围包含有水沼和池塘，以及栖息于此的北冠毛蝾螈。机场公园的规划分为4个实施阶段，其中最后一个阶段的开发所造成的损坏需要符合自然保护区的规定。

## 航站楼
明斯特奥斯纳布吕克国际机场有两座相连的航站楼：1号航站楼于1995年开幕，2号航站楼在2001年投入使用。其中地面层设有值机柜台及到达区。1层作为出发区设有安全检查，在安全检查后方有楼梯可通往位于地面层的A1至A9号登机闸口。地面层还设有托运行李提取处。此外，在1层还可找到餐厅和一些商店，一个可自由出入的游客观景台。

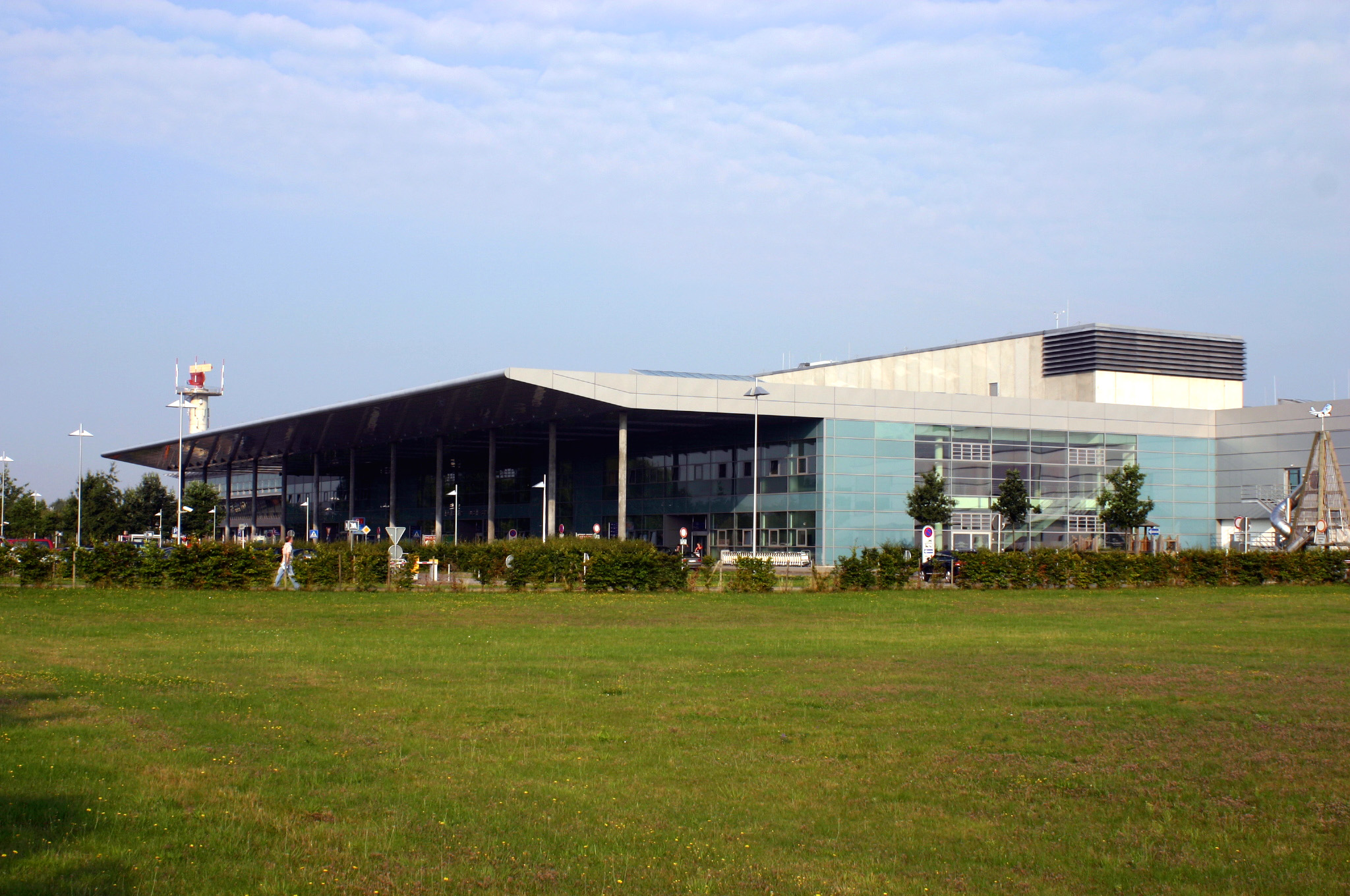
2号航站楼
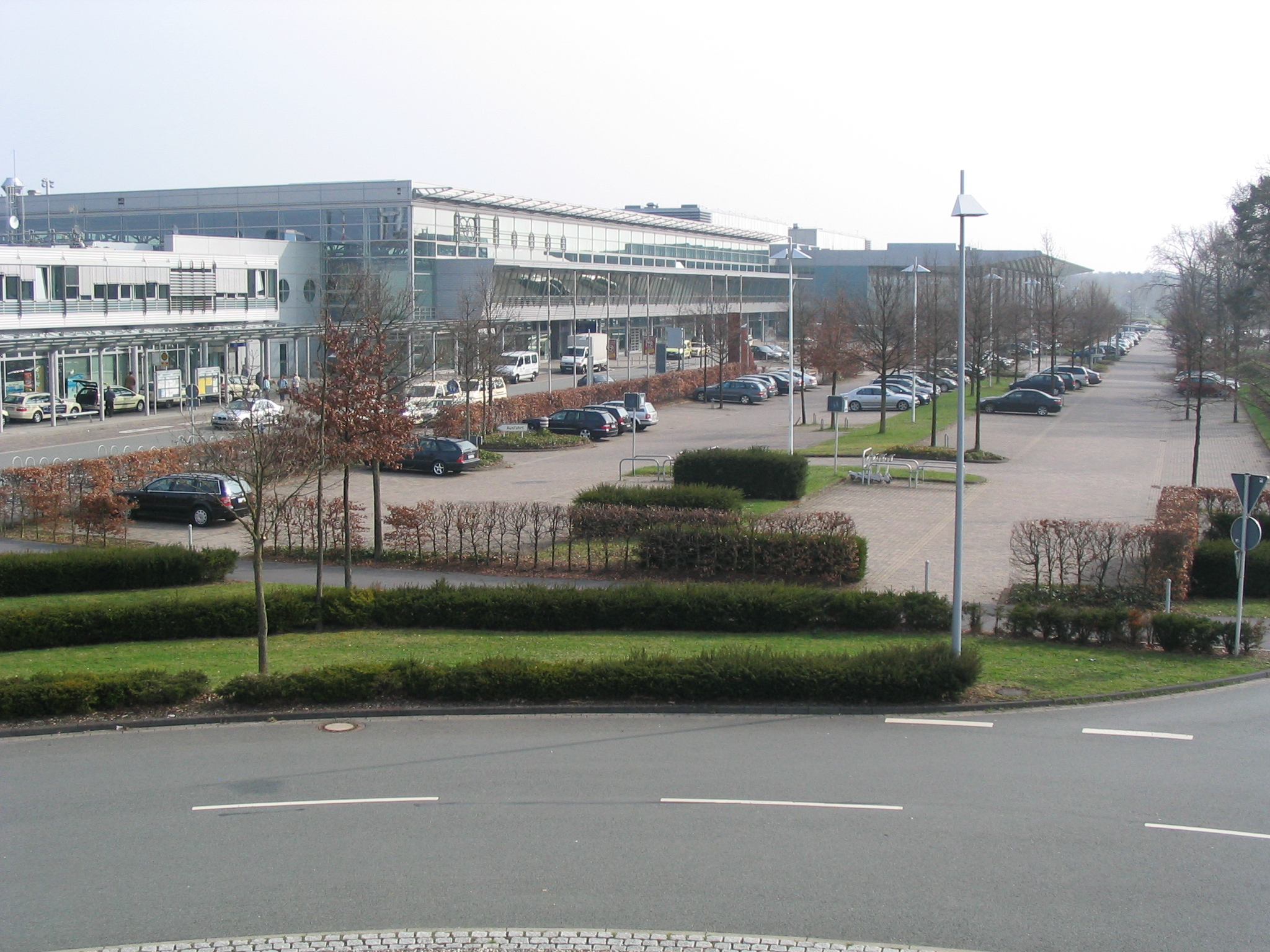
1号及2号航站楼
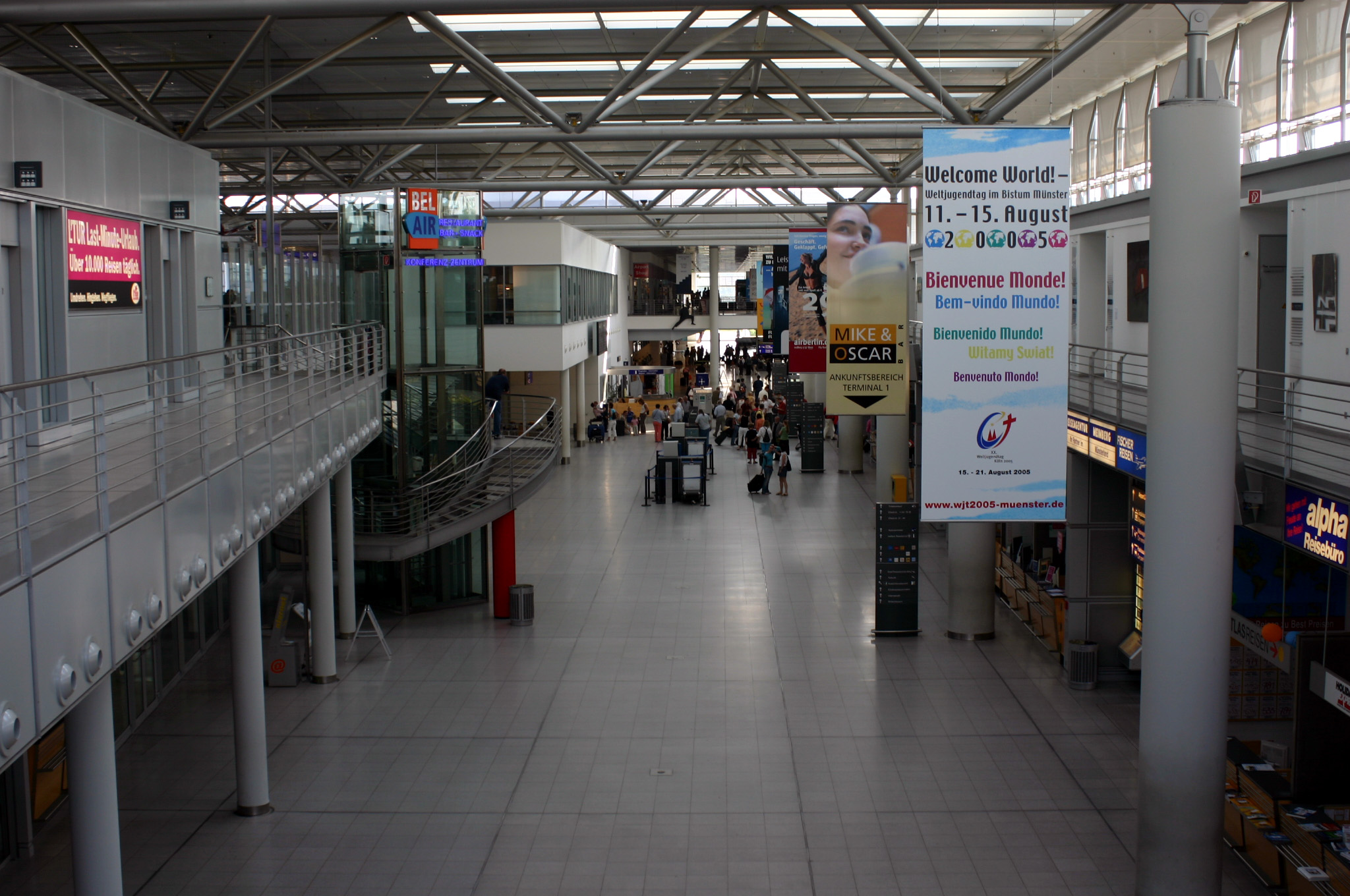
1号航站楼大堂
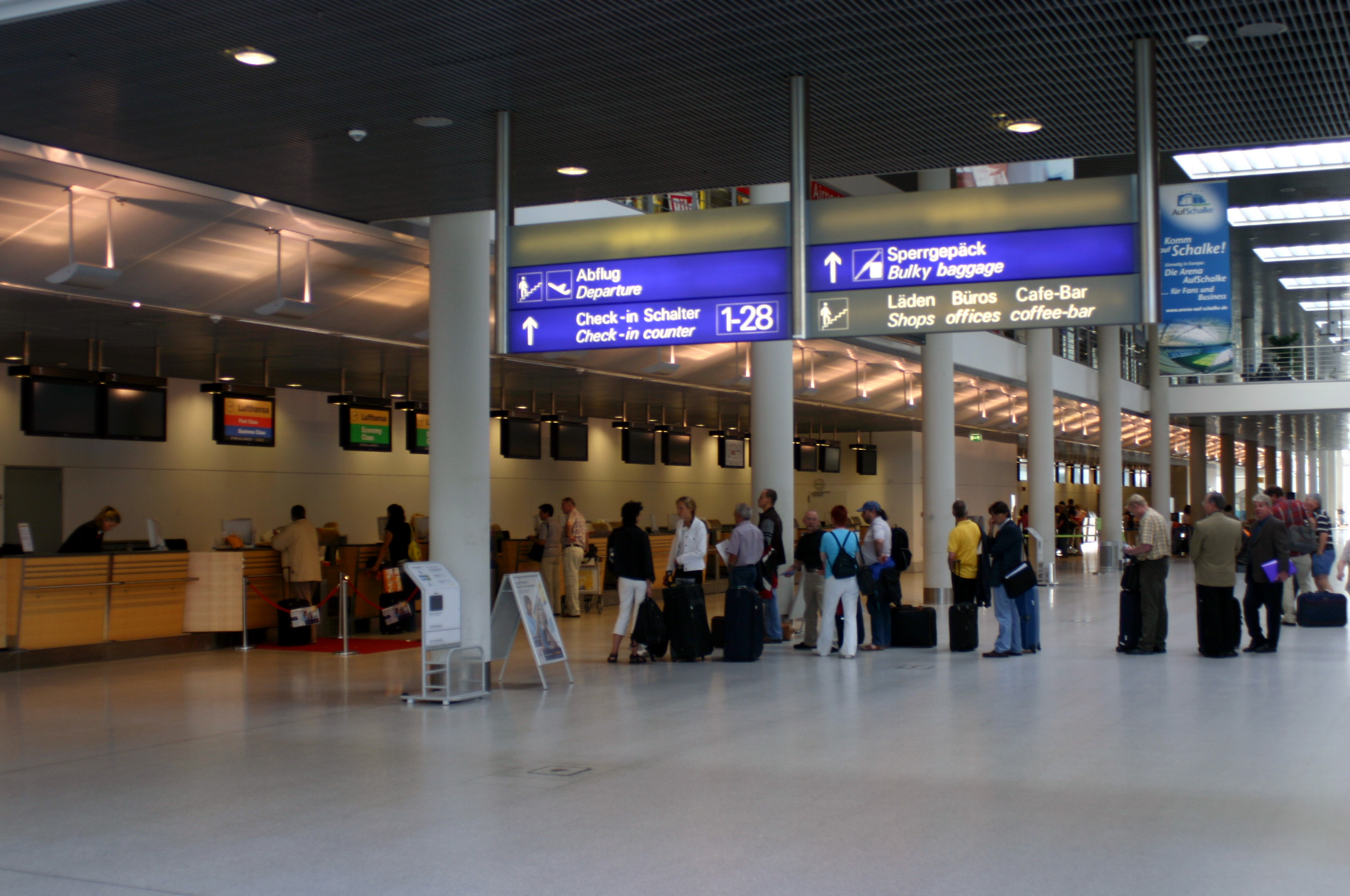
2号航站楼的值机柜台

## 航点

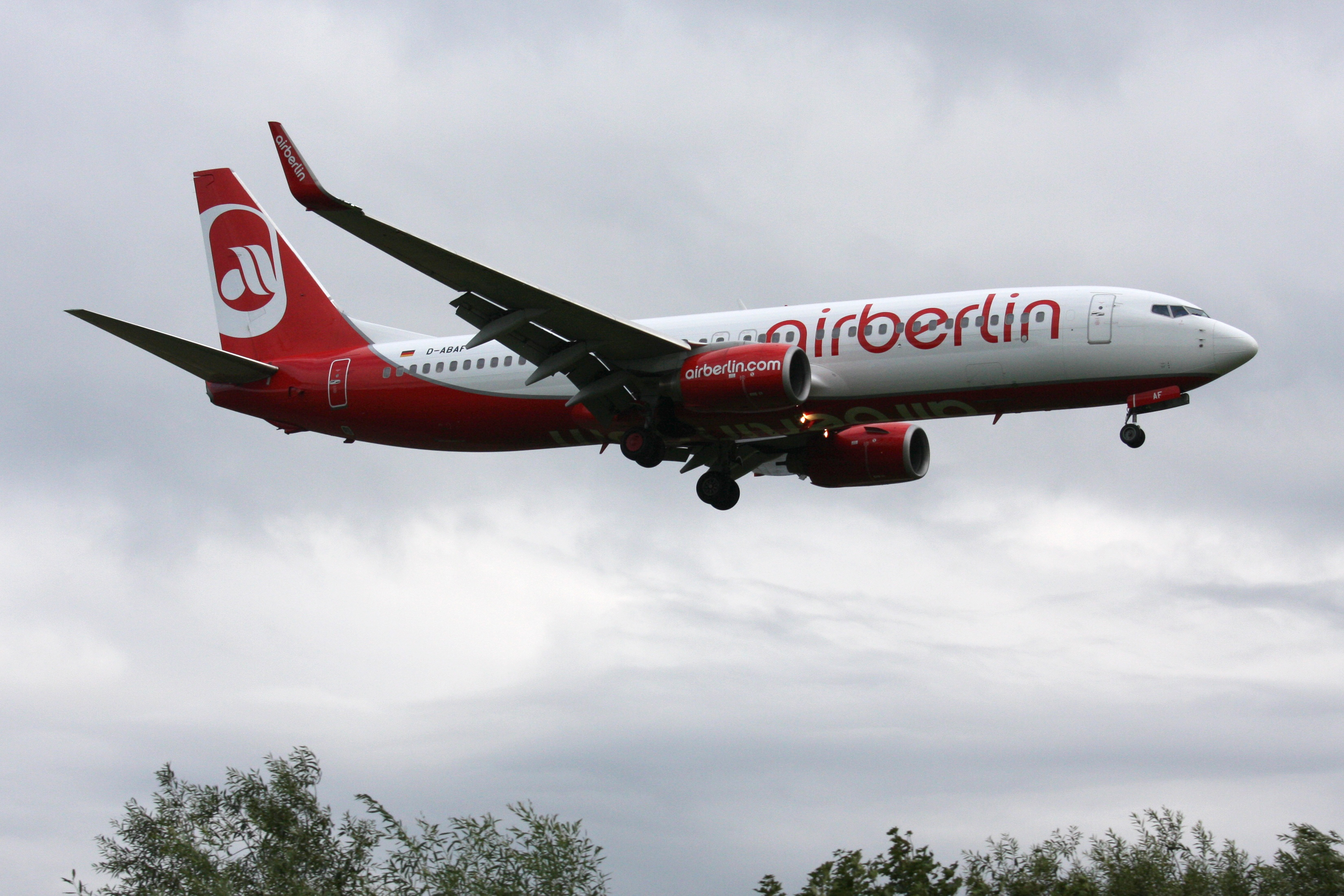
柏林航空的一架波音737-800在跑道25端进近

共有14家航空公司在明斯特奥斯纳布吕克国际机场提供航班飞往65个不同的航点。其大部分航班由柏林航空提供——除了若干地中海沿岸的旅游胜地外，还飞往纽伦堡及柏林。柏林航空自2011年秋季起取消了至维也纳、伦敦和叙尔特的航线，因为航空业自2011年起的应付税款计入机票价格中已不再具备竞争力。2012年，柏林航空宣布开行往返柏林的航班，并将随后建立与慕尼黑的连接
。
作为国家航空公司，汉莎航空在明斯特奥斯纳布吕克国际机场设有每天4班分别飞往其枢纽机场法兰克福和慕尼黑的航班。
OLT快运航空曾计划自2012年10月底开行每周2班往返华沙的航线，但计划在2012年7月被取消。此外，该公司也计划自2012年10月起将更多的福克100部署在此。除了连接柏林和慕尼黑，该公司提供的航点还包括米兰、巴黎、斯图加特和维也纳。2012年12月，受到公司转让及重组影响，OLT快运航空的维也纳、柏林、斯图加特和米兰的直航班次被取消。只有慕尼黑和经卡尔斯鲁厄至维也纳的班次仍维持运作。2013年1月27日，OLT快运航空运营的业务转为红眼航班，并在随后不久申请了破产保护。
城捷航空作为法国航空的子公司，自2012年10月21日起运营明斯特奥斯纳布吕克国际机场至倫敦城市機場的航班。
廉价航空公司瑞安航空将自2013年6月起开办马拉加及赫罗纳航线。
| 航空公司         | 目的地 |
| ---------------- | --- |
| 城捷航空         | 伦敦-城市 |
| VIA航空          | 季节性：布尔加斯，瓦尔纳 |
| 保加利亚包机航空 | 季节性：布尔加斯，瓦尔纳 |
| 日耳曼尼亚航空   | 包机'： 安塔利亚，布尔加斯（2013年4月29日起开航），富埃特文图拉岛，伊拉克利翁，科斯岛，大加那利岛，马拉喀什，马略卡岛，罗得岛，罗瓦涅米，特内里费-南部 |
| 汉堡航空         | 季节性：安塔利亚，富埃特文图拉岛，伊拉克利翁，古尔代盖，科斯岛，大加那利岛，罗得岛，特内里费-南部                                                      |
| 奥格斯堡航空     | 慕尼黑 |
| 汉莎城际航空     | 法兰克福，慕尼黑 |
| 瑞安航空         | 赫罗纳（2013年6月4日起开航），马拉加（2013年6月4日起开航）                                                                                             |
| 天空航空         | 安塔利亚 |
| 太阳快运航空     | 伊兹密尔 季节性：安塔利亚 |

## 客运量
2000年，明斯特奥斯纳布吕克国际机场的旅客发送量约180万人次，成为机场历史上客运量最大的年份。此后直至2008年的客运量每年略有停滞，徘徊在150万至160万人次之间。在随后的两年中，客运量下降至每年约130万人次。2012年上半年，乘客数量比上年同期下跌22.6%，仅录得452,514人次.。运营商在同年12月宣布，全年客运量将预计下降20%。在随后公布的年度财政报表中，客运量仍勉强达到百万大关。
| \| 年客运量 \| 年客运量 \| 年客运量 \| 年客运量 \| 年客运量 \| \| -------- \| -------- \| -------- \| -------- \| -------- \| \| 年份 \| 年份 \| \| \| 客运量 \| \| 1999 \| 1999 \| \| 160万 \| 160万 \| \| 2000 \| 2000 \| \| 180万 \| 180万 \| \| 2001 \| 2001 \| \| 160万 \| 160万 \| \| 2002 \| 2002 \| \| 150万 \| 150万 \| \| 2003 \| 2003 \| \| 150万 \| 150万 \| \| 2004 \| 2004 \| \| 150万 \| 150万 \| \| 2005 \| 2005 \| \| 150万 \| 150万 \| \| 2006 \| 2006 \| \| 155万 \| 155万 \| \| 2007 \| 2007 \| \| 160万 \| 160万 \| \| 2008 \| 2008 \| \| 158万 \| 158万 \| \| 2009 \| 2009 \| \| 139万 \| 139万 \| \| 2010 \| 2010 \| \| 133万 \| 133万 \| \| 2011 \| 2011 \| \| 132万 \| 132万 \| \| 2012 \| 2012 \| \| 102万 \| 102万 \| |      |  |       |        |
| 年客运量 |      |  |       |        |
| 年份 | 年份 |  |       | 客运量 |
| 1999 | 1999 |  | 160万 | 160万  |
| 2000 | 2000 |  | 180万 | 180万  |
| 2001 | 2001 |  | 160万 | 160万  |
| 2002 | 2002 |  | 150万 | 150万  |
| 2003 | 2003 |  | 150万 | 150万  |
| 2004 | 2004 |  | 150万 | 150万  |
| 2005 | 2005 |  | 150万 | 150万  |
| 2006 | 2006 |  | 155万 | 155万  |
| 2007 | 2007 |  | 160万 | 160万  |
| 2008 | 2008 |  | 158万 | 158万  |
| 2009 | 2009 |  | 139万 | 139万  |
| 2010 | 2010 |  | 133万 | 133万  |
| 2011 | 2011 |  | 132万 | 132万  |
| 2012 | 2012 |  | 102万 | 102万  |

## 股东
| \| 股东份额 \| 股东份额 \| 股东份额 \| 股东份额 \| 股东份额 \| \| --------------------------- \| --------------------------- \| -------- \| --------- \| --------- \| \| 股东 \| 股东 \| \| 份额 \| 份额 \| \| 明斯特市政厅 \| 明斯特市政厅 \| \| 35.0599 % \| 35.0599 % \| \| 施泰因富特县 \| 施泰因富特县 \| \| 30.2795 % \| 30.2795 % \| \| 奥斯纳布吕克市 \| 奥斯纳布吕克市 \| \| 17.1979 % \| 17.1979 % \| \| 格雷文市 \| 格雷文市 \| \| 5.8896 % \| 5.8896 % \| \| 奥斯纳布吕克县 \| 奥斯纳布吕克县 \| \| 5.0773 % \| 5.0773 % \| \| 瓦伦多夫县 \| 瓦伦多夫县 \| \| 2.4392 % \| 2.4392 % \| \| 本特海姆伯国县 \| 本特海姆伯国县 \| \| 0.4514 % \| 0.4514 % \| \| 博尔肯县 \| 博尔肯县 \| \| 0.4514 % \| 0.4514 % \| \| 科斯费尔德县 \| 科斯费尔德县 \| \| 0.4514 % \| 0.4514 % \| \| 埃姆斯兰县 \| 埃姆斯兰县 \| \| 0.4514 % \| 0.4514 % \| \| 北威斯特法伦工商联 \| 北威斯特法伦工商联 \| \| 0.0677 % \| 0.0677 % \| \| 明斯特商会 \| 明斯特商会 \| \| 0.0340 % \| 0.0340 % \| \| 奥斯纳布吕克-埃姆斯兰商会 \| 奥斯纳布吕克-埃姆斯兰商会 \| \| 0.0340 % \| 0.0340 % \| \| 奥斯纳布吕克-埃姆斯兰工商联 \| 奥斯纳布吕克-埃姆斯兰工商联 \| \| 0.0340 % \| 0.0340 % \| \| 东荷兰商会 \| 东荷兰商会 \| \| 0.0340 % \| 0.0340 % \| \| 来源： fmo.de[25] \| \| \| \| \| |                             |  |           |           |
| 股东份额 |                             |  |           |           |
| 股东 | 股东                        |  | 份额      | 份额      |
| 明斯特市政厅 | 明斯特市政厅                |  | 35.0599 % | 35.0599 % |
| 施泰因富特县 | 施泰因富特县                |  | 30.2795 % | 30.2795 % |
| 奥斯纳布吕克市 | 奥斯纳布吕克市              |  | 17.1979 % | 17.1979 % |
| 格雷文市 | 格雷文市                    |  | 5.8896 %  | 5.8896 %  |
| 奥斯纳布吕克县 | 奥斯纳布吕克县              |  | 5.0773 %  | 5.0773 %  |
| 瓦伦多夫县 | 瓦伦多夫县                  |  | 2.4392 %  | 2.4392 %  |
| 本特海姆伯国县 | 本特海姆伯国县              |  | 0.4514 %  | 0.4514 %  |
| 博尔肯县 | 博尔肯县                    |  | 0.4514 %  | 0.4514 %  |
| 科斯费尔德县 | 科斯费尔德县                |  | 0.4514 %  | 0.4514 %  |
| 埃姆斯兰县 | 埃姆斯兰县                  |  | 0.4514 %  | 0.4514 %  |
| 北威斯特法伦工商联 | 北威斯特法伦工商联          |  | 0.0677 %  | 0.0677 %  |
| 明斯特商会 | 明斯特商会                  |  | 0.0340 %  | 0.0340 %  |
| 奥斯纳布吕克-埃姆斯兰商会 | 奥斯纳布吕克-埃姆斯兰商会   |  | 0.0340 %  | 0.0340 %  |
| 奥斯纳布吕克-埃姆斯兰工商联 | 奥斯纳布吕克-埃姆斯兰工商联 |  | 0.0340 %  | 0.0340 %  |
| 东荷兰商会 | 东荷兰商会                  |  | 0.0340 %  | 0.0340 %  |
| 来源： fmo.de |                             |  |           |           |